# Dimeragrion clavijoi
Dimeragrion clavijoi – gatunek ważki z rodziny Heteragrionidae. Znany tylko z jednej lokalizacji – góry Cerro Yutajé w wenezuelskiej Amazonii.